# Žofie Dorotea z Celle

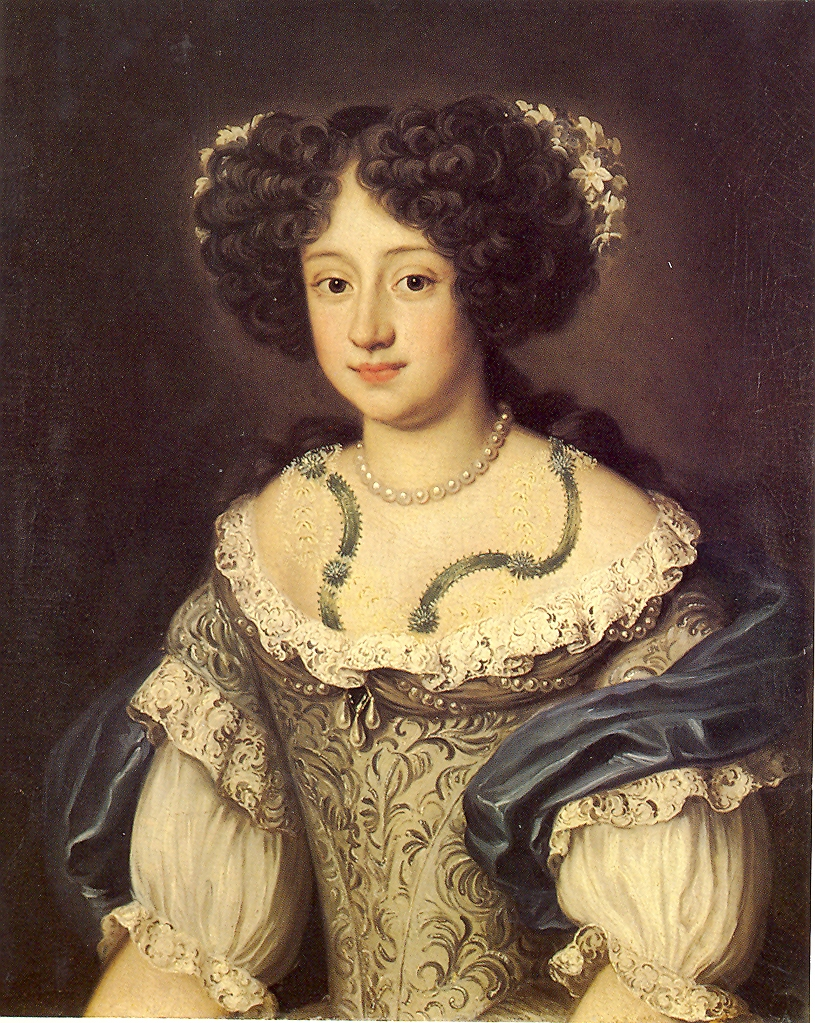
Žofie Dorotea z Celle

Žofie Dorotea z Celle, německy Prinzessin Sophie Dorothea von Braunschweig-Lüneburg-Celle (15. září 1666, Celle – 13. listopadu 1726, Ahlden) byla rodem brunšvicko-lüneburská princezna a sňatkem hannoverská kurfiřtka a nekorunovaná královna Velké Británie.

## Biografie
Žofie Dorotea była jediným dítětem brunšvicko-lüneburského vévody Jiřího Viléma a jeho nerovnorodé manželky hugenotky Eleonory d'Olbreuse.

### Původ
Její otec Jiří Vilém společně se svým mladším bratrem Arnoštem Augustem vládli společně nad vévodstvím Lüneburg (později nazývaným kurfiřtství hannoverské), Arnošt August sídlil v Hannoveru, Jiří Vilém v Celle. Po jeho třicítce začaly zemské stavy naléhat na to, aby se oženil a dal zemi dědice, vybraly mu dokonce nevěstu - nejmladší dceru Fridricha Falckého Žofii. Jiří Vilém odjel na námluvy, ale v poslední chvíli svatební smlouvu uzavřel místo něj jeho bratr Arnošt August, který se s Žofií v roce 1658 oženil. Jiří Vilém se zavázal k tomu, že se neožení a že potomci jeho bratra budou po něm dědit.
O několik let později se téměř již čtyřicetiletý Jiří Vilém zamiloval do Eleonory d'Olbreuse, hugenotky vyhnané z Francie, porušil slib daný bratrovi a uzavřel s ní morganatický sňatek s tím, že jeho dědici nebudou jeho děti, ale děti jeho bratra. Když se však narodila 15. září 1666 Žofie Dorotea, začala její matka zápas o plné uznání sebe a potažmo své dcery, jenž byl po deseti letech korunován úspěchem: podruhé předstoupila před oltář a stala se tak vévodkyní a její dcera brunšvicko-lüneburskou princeznou.

### Manželství a děti
Po svém uznání za legitimní dceru svého otce se stala Žofie Dorotea co do urozenosti rovnou princeznám z jiných panovnických rodů, byla i po finanční stránce velmi zajímavou partií. Ucházeli se o ni princ August Fridrich z Wolfenbüttelu, bavorský vévoda Max Emanuel i švédský král. Příslib její ruky však získal její bratranec, nejstarší syn mladšího bratra otcova, Jiří Ludvík.
Sňatek se přes odpor Žofie Dorotey uskutečnil 21. listopadu roku 1679 v Celle. Z manželství vzešly dvě děti:
- Jiří August (30. října 1683 – 25. října 1760), korunní princ, vévoda brunšvicko-lüneburský, kurfiřt Svaté říše římské, panovník Království Velké Británie a Irska od roku 1727 až do své smrti, ⚭ 1705 Karolina z Ansbachu (1. března 1683 – 20. listopadu 1737)
- Žofie Dorotea (16. března 1687 – 28. srpna 1757), ⚭ 1706 Fridrich Vilém I. (14. srpna 1688 – 31. května 1740), braniborský kurfiřt, neuchâtelský kníže a pruský král od roku 1713 až do své smrti

Manželství, uzavřené jako dynastický svazek s cílem spojit majetky a panství rozdělené v předchozí generaci, nebylo šťastné. Manželé se - vyjma krátké počáteční doby – nesnášeli a tchyně (sama vnučka anglického krále Jakuba I. Stuarta) se chovala k Žofii odmítavě a pohrdala jí pro nízký původ její matky; vyjadřovala se o ní jako o bastardovi a nazývala ji myším hovínkem v pepři (Mausdreck im Pepper) či hořkou pilulkou, pozlacenou 100 000 tolary. Prostředí Žofiina domova na malém dvoře v Celle bylo diametrálně odlišné od hannoverského dvora, na jedné straně plného intrik a neřesti, na druhé straně však svázaného tuhou dvorskou etiketou – nedodržování etikety bylo Žofii často vytýkáno. Manželé měli mezi sebou časté a ostré vády a půtky. Vztahy mezi nimi zcela ochladly po narození jejich dvou dětí; Jiří se záhy vrátil ke své dlouholeté milence Melusine von der Schulenburg, dvorní dámě své matky Žofie Hannoverské (s níž udržoval ještě před svatbou vztah, jehož ukončení si dala Žofie Dorotea jako podmínku svolení ke sňatku s ním; měl s ní nejméně tři nemanželské děti a později ji jmenoval vévodkyní Munster a Kendal v Irsku); brzy začal svou ženu natolik zanedbávat a chovat se k ní tak přezíravě, až ho rodiče prosili o zachování diskrétnosti v kontaktech s milenkou - obávali se, že manželství jejich syna bude zrušeno a budou muset vrátit věno Žofie Dorotey. Jiří na tyto prosby reagoval kladně a od té chvíle podváděl svou ženu méně okatě.

### Skandál
V této situaci jim Žofie Dorotea jako na zavolanou sama dala do ruky zbraň. Začala si románek, a to se švédským hrabětem Philipem Christophem von Köningsmarck. (Jeho průběh je doložen dochovanou obsáhlou korespondencí milenců.) Co se tolerovalo muži, nemohlo projít ženě: odhalení jejich vztahu vyvolalo na hannoverském dvoře skandál a hněv Jiřího. Königsmarck za nevyjasněných okolností zahynul (podle všech indicií – důkazy neexistují, byly zničeny – byl Königsmarck v červenci roku 1694 zavražděn a jeho tělo vhozeno do řeky; na jeho vraždě participovali čtyři Jiřího dvořané. Jeden z nich za to měl dostat 150 000 tolarů, tehdy roční plat vysoce postaveného ministra).
Žofie Dorotea nicméně nebyla obviněna z nevěry, ale ze „zlovolného opuštění manžela“; protižaloba jí nebyla povolena, neboť Jiří Ludvík se obával, že by mohla ke svému ospravedlnění uvést jeho mnohonásobnou manželskou nevěru.
28. prosince téhož roku dosáhl Jiří rozvodu s Žofií Doroteou, nikdy se však již neoženil (Anglií však kolovaly "zaručené" zprávy o tajném sňatku krále a jeho milenky Melusiny von Schulenburg).

### Internace
Žofie Dorotea byla internována na zámku v Ahlden nedaleko jejího rodného Celle. Nesměla se stýkat ani se svými dětmi, ani s otcem, navštěvovat ji mohla pouze její matka; měla zakázáno se znovu provdat. Měla stanovené pevné částky na zajištění svého živobytí (o její zabezpečení se dělili rovnými dílem její otec a strýc/tchán) a mohla si držet malý dvůr. Byly jí povoleny pouze krátké výjezdy ze zámku, avšak se zvláštním dozorem. Toto vězení již nikdy neopustila, zůstala zde více než 30 let až do své smrti. Zemřela na rakovinu hrtanu 13. listopadu 1726.